# Șincai-Fânațe, Mureș
Șincai-Fânațe este un sat în comuna Șincai din județul Mureș, Transilvania, România. Abia după primul război mondial s-au construit noi case, dar și acestea răsfirate. În această perioadă a fost ridicată o școală nouă, în 1920, și apoi biserica cu hramul “Sfânta Treime” în anul 1935. Biserica, inițial greco-catolică, a fost construită în stil neoromanic din cărămidă, pe fundație de beton și acoperită cu eternit, în timpul preotului Vasile Lupu din parohia Șincai (Șamșond).
În anul 1932 filia trece de la parohia Șamșond la parohia Fânațe, continuându-se lucrările la biserică și pictura icoanelor de pe iconostas de către Aurel Pop, profesor de desen din Târgu Mureș, lucrare trainic și bine executată, în timp ce preot era Ioan Pol, paroh la Fânațe. Filia a fost ridicată la rang de parohie după Sfințirea ei de către mitropolitul Alexandru Nicolescu de la Blaj și devine iarăși filie la parohia Fânațe după anul 1956. Alți preoți care au slujit aici sunt: Mera Ambrozie, Pop Ovidiu, Ionescu Paraschiv, Coman Nicolae, Măierean Grigore, Belean Ilie. 
Biserica a fost reparată în anul 1998 cu purtarea de grijă a preotului Sîrbu Petru Ioan, în prezent fiind  aprobat devizul pentru pictarea sfântului lăcaș. În filie este casă parohială, bine întreținută, reparată în anul 2000. În curtea bisericii se află o piatră funerară în amintirea lui Gheorghe Șincai, după care a fost redenumită localitatea.
În 2009 erau aproximativ 150 de locuitori.